# Color (cine)
El color aparece en el cine, con el desarrollo del primer proceso de revelado de película en color denominado Autochrome. Mientras que la incorporación del sonido fue rápida y determinó la desaparición del relator y los músicos en vivo, el color tardó más en ser adoptado por el cine. Desde entonces se han sucedido diversas tecnologías y actualmente se colorean, digitalmente, películas en blanco y negro para hacerlas más cercanas y populares al público en general.
Por los elementos químicos utilizados en los primeros celuloides, las primeras fotografías y fotogramas fueron en blanco y negro (B/N).

## Historia
Desde el principio de la historia del cine se tenía la idea de proyectar imágenes en color, por lo que buscaron técnicas con las que conseguirlo. En un principio, las imágenes se coloreaban, a mano, fotograma a fotograma, con lo que esto supone para una película de tan sólo una hora de duración (más de 90.000 fotogramas). Uno de los primeros en usar este sistema fue Georges Mélies. Este proceso fue quedando obsoleto a medida que las películas se alargaban, ya que era un trabajo engorroso. Dado el trabajo interminable que hubiese supuesto colorear así todos los filmes, pronto se terminó coloreando secciones de fotogramas para crear ambientes. Grises oscuros o azules para secciones en oscuridad o nocturnas, rojas para incendios, etc. Finalmente, ante la avalancha de producciones, se abandonó este método.
Más tarde, se empezaron a tintar los fotogramas con colores uniformes, también para darles un determinado efecto. Este sistema fue usado hasta el momento en el que apareció el sonido en las películas. Tenía el inconveniente de que disminuía la calidad de la reproducción del sonido, así que dejó de usarse.
La pionera de la verdadera introducción del color en el cine fue Technicolor, una compañía fundada en 1915, que no tuvo demasiado éxito en sus primeros años. La empresa había trabajado con un sistema basado en dos colores primarios hasta el año 1922, cuando desarrolló un sistema sustractivo más complejo, basado también en dos colores. Gracias a él se podían insertar algunas secuencias de color en películas en blanco y negro. La primera vez que se proyectó un film completo en color fue en 1929, y fue la película On with the show. Aun así, tenía dos principales inconvenientes: era muy caro y las copias eran de baja calidad.
El proceso de color se fue desarrollando y, en 1932, se añadió un tercer color, usando así los tres colores primarios: el rojo, el verde y el azul. Era un sistema complejo y costoso, que usaba una cámara voluminosa, pero la calidad del resultado era muy buena. Se usaban tres películas a través de las que pasaba la luz separada en tres por unos prismas. Animaciones de Disney como Árboles y flores y Los tres cerditos fueron las primeras en aplicar esta técnica. Con ella, los costes de las producciones subían considerablemente, así que pasó un tiempo hasta que se produjo una introducción masiva del color. Una película que intervino en este proceso de introducción gracias a su gran éxito fue Lo que el viento se llevó.
La compañía Technicolor controló durante casi 20 años este mercado. Cualquiera que quisiera hacer una producción tenía que alquilar sus cámaras, trabajar con uno de sus técnicos y revelar y copiar la cinta en sus laboratorios. En 1950, Eastman Kodak, que llevaba años investigando en este campo, introdujo un sistema mucho más sencillo que necesitaba de una sola cinta, por lo tanto podía usarse en cualquier tipo de cámara. Además, la calidad de la impresión era mejor que la de Technicolor. Con el tiempo, esta empresa dejó de producir películas, y Eastman Kodak llegó a superar la intensidad del color en sus impresiones durante los años 70.

## Psicología del color en el cine
Actualmente, el color está totalmente asentado en el cine, y es de gran importancia en las películas. Se usa de forma estética, pero también afecta a la narración. La paleta de colores que se elige para cada una de ellas influye en la forma en que se cuenta la historia, ya que ayuda a crear estados de ánimo y atmósferas (tal y como se hacía antiguamente con los filtros de color) y a producir ciertas emociones en el espectador. Cada color recibe una serie de connotaciones, y usarlos en una película influye en su ambientación. Por ejemplo, el color azul transmite calma y seguridad, el amarillo transmite alegría, y el rojo evoca pasión, aunque también puede significar peligro.

## Primeras películas en color
Las primeras películas en color se proyectaron en el teatro Palace-Variété de Londres en 1909, gracias al sistema cinemacolor inventado por George A. Smith. Pero la primera película completa en color fue con la invención del Technicolor en 1916, y fue el corto de animación de Walt Disney Flowers and Trees, dirigida por Burt Gillert en 1932. En esta película se usaron tres películas con los canales verde, rojo y azul, por lo que se necesitaba triple impresión fotográfica, filtros cromáticos y cámaras de muy grandes dimensiones.
No obstante, el primer largometraje rodado con este sistema fue Becky Sharp de Rouben Mamoulian, estrenada en 1935.
A pesar de ello, se ha encontrado una cinta sin título de 1901 que se podría considerar como la primera película en color de la historia. Sus creadores, el fotógrafo Edward Turner y Frederick Marshall Lee, por la época en la que se encontraban, tuvieron que rodar las escenas en blanco y negro para luego introducirles filtros verde, rojo y azul. Combinando el metraje original y estos filtros en un proyector especial, consiguieron obtener un resultado en color.